# 글렌게리 글렌 로스
《글렌게리 글렌 로스》(영어: Glengarry Glen Ross)는 미국에서 제작된 제임스 폴리 감독의 1992년 드라마 영화이다. 1984년 퓰리처상을 받은 데이비드 매밋의 동명 희극에 기반했으며, 매밋이 직접 각본을 썼다. 부동산 영업 사원 넷이 이틀 사이에 겪는 일을 묘사한다. 알 파치노, 잭 레먼, 앨릭 볼드윈 등이 출연하였고, 제리 터코프스키 등이 제작에 참여하였다.
1992년 제49회 베네치아 국제 영화제 황금사자상 경쟁작이었으며 잭 레먼이 볼피컵 남우상을 수상하였다. 알 파치노는 이 영화를 통해 1993년 제65회 아카데미상 남우 조연상과 제50회 골든 글로브상 영화 부문 남우 조연상 후보에 올랐다.
흥행에 실패하였으나 컬트 영화화되었다.

## 줄거리
뉴욕의 한 부동산 사무소 판매원들인 리처드 로마, 조지 에러노, 셸리 “더 머신” 러빈, 데이브 모스는 사무장 존 윌리엄슨으로부터 구매 가능성이 높은 예비 고객의 이름과 전화 번호가 담긴 소위 “리드”(lead)를 배급받아 사기에 가까운 기만술로 영업을 하고 있다. 하지만 리드에 담긴 대다수 잠정 고객들은 돈이 없거나 실제로는 땅을 살 의향이 없다.
회사에서 이번 달 최고의 실적을 낸 둘을 제외하곤 전부 해고될 예정이라는 통보가 내려오자 아픈 딸이 있는 러빈은 유망한 글렌개리 하일랜즈 개발 리드를 얻으려고 윌리엄슨에게 뇌물 회유를 시도하지만 실패한다. 모스는 러빈과 에러노에게 글렌개리 리드를 몰래 훔쳐서 경쟁 대행사에 팔아 넘기자고 제안한다.

## 출연진
- 알 파치노 - 리처드 로마 역
- 잭 레먼 - 셸리 “더 머신” 러빈 역
- 앨릭 볼드윈 - 블레이크 역
- 앨런 아킨 - 조지 에러노 역
- 에드 해리스 - 데이브 모스 역
- 케빈 스페이시 - 존 윌리엄슨 역
- 조너선 프라이스 - 제임스 링크 역
- 브루스 올트먼 - 래리 스패널 역
- 주드 치컬렐라 - 베일런 형사 역
- 로리 탠 친

## 기타 제작진
- 공동 제작: 모리스 러스킨, 나바 레빈
- 배역: 보니 티머먼
- 미술: 제인 머스키
- 의상: 제인 그린우드